# Parkland (Washington)
Parkland és una concentració de població designada pel cens dels Estats Units a l'Estat de Washington. L'any 2008 tenia 27.000 habitants.

## Demografia
Segons el cens del 2000, Parkland tenia 24.053 habitants, 8.869 habitatges, i 5.782 famílies. La densitat de població era de 1.261,8 habitants per km².
Dels 8.869 habitatges en un 32,6% hi vivien nens de menys de 18 anys, en un 45,8% hi vivien parelles casades, en un 14,1% dones solteres, i en un 34,8% no eren unitats familiars. En el 26,3% dels habitatges hi vivien persones soles el 7,4% de les quals corresponia a persones de 65 anys o més que vivien soles. El nombre mitjà de persones vivint en cada habitatge era de 2,55 i el nombre mitjà de persones que vivien en cada família era de 3,05.
Per edats la població es repartia de la següent manera: un 25% tenia menys de 18 anys, un 16,9% entre 18 i 24, un 28,3% entre 25 i 44, un 19,7% de 45 a 60 i un 10,1% 65 anys o més.
L'edat mediana era de 31 anys. Per cada 100 dones de 18 o més anys hi havia 90,8 homes.
La renda mediana per habitatge era de 39.653 $ i la renda mediana per família de 46.210 $. Els homes tenien una renda mediana de 36.169 $ mentre que les dones 27.036 $. La renda per capita de la població era de 18.649 $. Aproximadament el 10,6% de les famílies i el 15,4% de la població estaven per davall del llindar de pobresa.

## Poblacions properes
El següent diagrama mostra les poblacions més properes.